# Sarah Paxton Ball Dodson

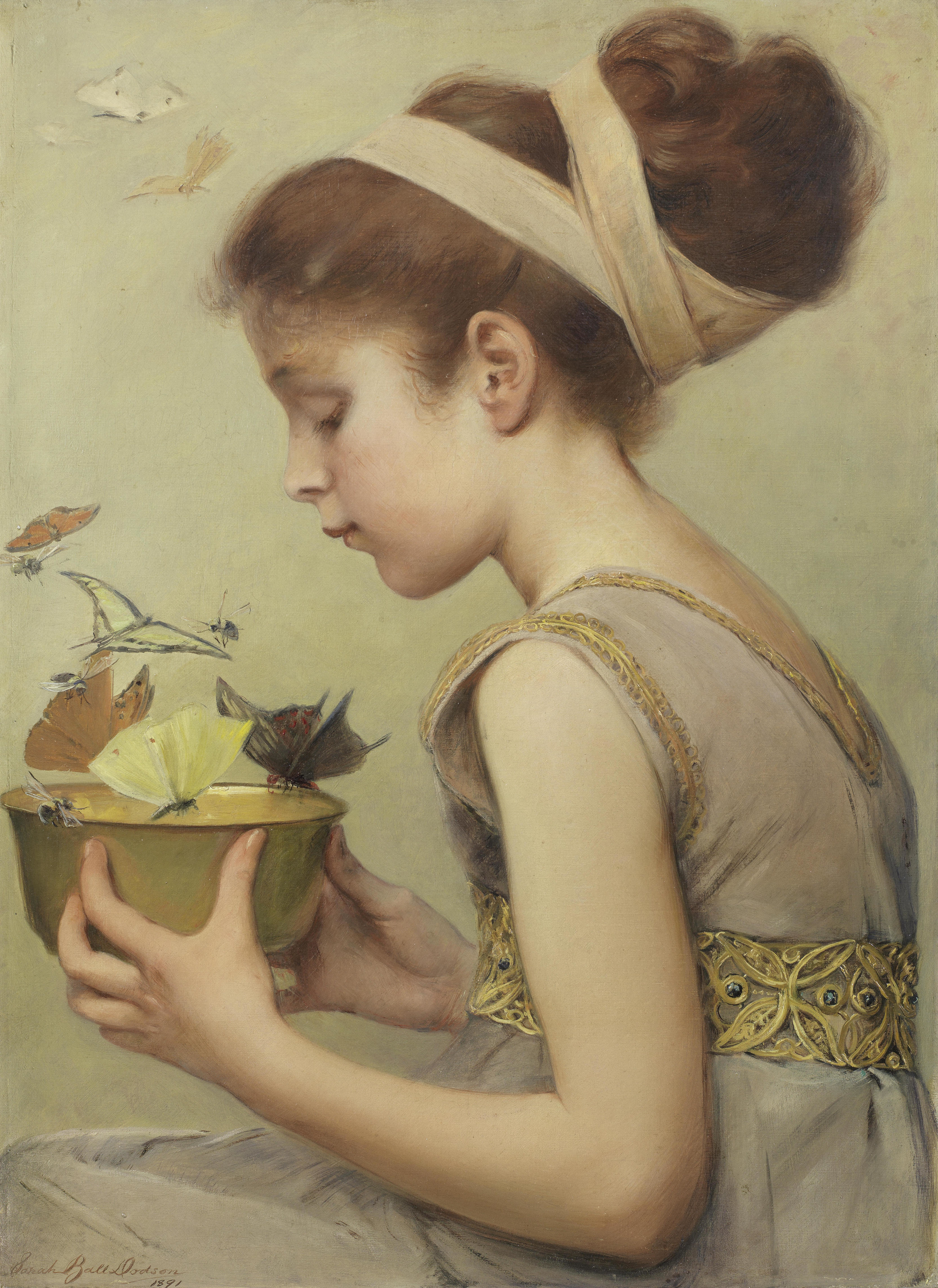
Sarah Paxton Ball Dodson: Honey of Hymettus (Honig des Hymettus), 1891

Sarah Paxton Ball Dodson (* 22. Februar 1847 in Philadelphia, Pennsylvania, USA; † 8. Januar 1906 in Brighton, England) war eine amerikanische Malerin, die Ende des 19. Jahrhunderts vor allem in Paris tätig war und als eine der führenden amerikanischen Künstlerinnen ihrer Zeit galt.

## Leben
Sarah Dodson wurde 1847 in Philadelphia geboren. Ihr Vater, Richard Whatcoat Dodson, ein Amateurradierer und Miniaturmaler, unterstützte ihre künstlerischen Ambitionen nicht. Erst nach seinem Tod 1872 begann sie ein formales Kunststudium bei Christian Schussele an der Pennsylvania Academy of the Fine Arts. 1873 zog sie nach Paris, wo sie bei Évariste Vital Luminais, Jules Joseph Lefebvre und Louis-Maurice Boutet de Monvel studierte. 1891 zog Sarah Dodson nach Brighton in England zu ihrem Bruder R. Ball Dodson. Eine schwere Krankheit in den Jahren 1893-–1894 beeinträchtigte ihre Arbeitsfähigkeit erheblich; sie konnte nicht mehr im Stehen malen und konzentrierte sich auf kleinere Arbeiten. Sie starb am 8. Januar 1906 in Brighton. Am Tag ihres Todes arbeitete sie an dem unvollendeten Gemälde Die Verkündigung.

## Werk

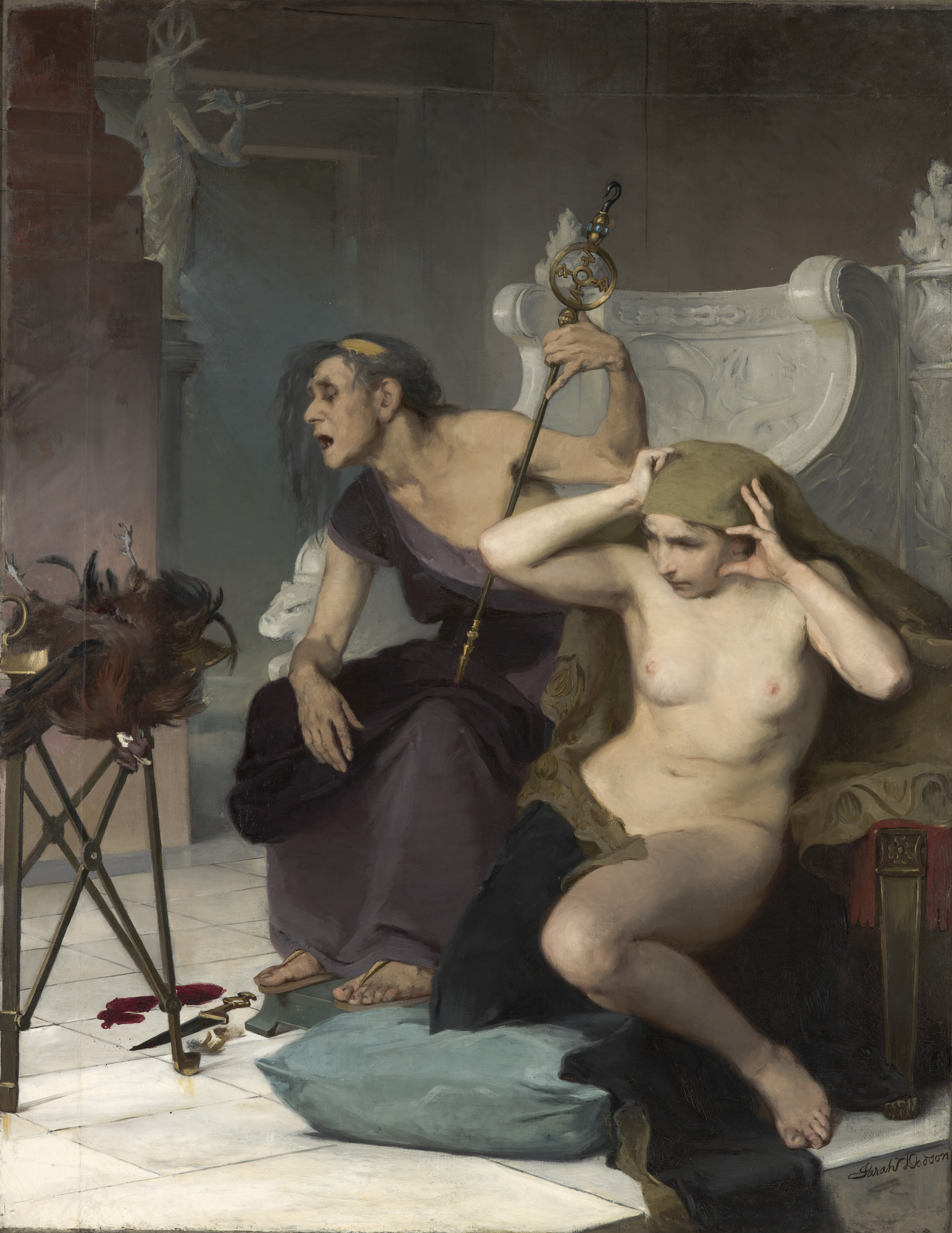
Sarah Paxton Ball Dodson: The Bacidae, 1883. Indianapolis Museum of Art – Das Gemälde zeigt zwei altgriechische Wahrsagerinnen, sogenannte Bacidae, die die Eingeweide eines Vogels untersuchen, um daraus die Zukunft zu lesen. In der Darstellung führt eine ältere Priesterin eine jüngere in das blutige Ritual ein. Die Szene ist dramatisch inszeniert, mit kräftigen Farben wie Purpur, Weiß und Blaugrün und einem auffälligen roten Akzent durch das Blut auf dem Boden. Das Gemälde wurde für seine kraftvolle Malweise und Komposition gelobt und gilt als Dodsons bekanntestes Werk.

Das Frühwerk von Sarah Dodson zeigt einen semi-klassizistischen französischen Einfluss, wie in La Danse (1876), das 1878 auf der Pariser Weltausstellung gezeigt wurde. Später wandte sie sich der italienischen Renaissance zu, beeinflusst vor allem von Michelangelo, und schuf realistische Porträts und historische Szenen, darunter The Signing of the Declaration of Independence (1883). In den 1880er Jahren entwickelte sie einen Stil, der Realismus und Idealismus verband und von Natur und Poesie inspiriert war. Werke wie The Morning Stars (1887) zeigen Einflüsse der englischen Präraffaeliten und des französischen Symbolismus.
Dodson stellte regelmäßig im Pariser Salon aus und nahm an internationalen Ausstellungen teil, darunter die Weltausstellung in Paris 1889 und die World’s Columbian Exposition in Chicago 1893. Posthum wurden ihre Werke 1910 in der Corporation Art Gallery in Brighton und 1911 in der Corcoran Gallery of Art in Washington ausgestellt. Ihre Werke befinden sich heute in den Sammlungen des Brooklyn Museum, des Indianapolis Museum of Art, des Museum of Fine Arts in Boston und des Philadelphia Museum of Art.